# Chats (bande dessinée)
Pour les articles homonymes, voir Chat (homonymie).

Chats est un feuilleton fantastique de bande dessinée scénarisée et dessinée par Didier Convard et colorisée par Paul.

## Synopsis
Dans un futur lointain, les hommes ont disparu. La société des chats lutte contre la société des loups, dans un monde où les vestiges d'une civilisation oubliée sont recouverts par la végétation.

## Albums
- Tome 1 : Not' Dam (1992)
- Tome 2 : Adam et Rêve (1992)
- Tome 3 : La Ruche (1994)
- Tome 4 : Le Village immortel (1998)
- Tome 5 : Quand demain sera hier (2001)

## Publication

### Éditeurs
- Glénat : Tomes 1 à 3 (première édition des tomes 1 à 3).
- Dargaud : Tomes 1 à 5 (première édition des tomes 4 et 5).